# Palagiano
Palagiano es una localidad y comune italiana de la provincia de Tarento, región de Apulia, con 15.977 habitantes.

## Evolución demográfica
| Gráfica de evolución demográfica de Palagiano entre 1861 y 2001 |
|                                                                 |
| Fuente ISTAT - elaboración gráfica de Wikipedia                 |